# جواهز
الجواهز (بالإنجليزية: Delicatessen)‏ أو (deli) هو محل بقالة تباع فيه مجموعة من الأطعمة المستوردة أو الجاهزة أو غير الاعتيادية. تأصلت الجواهز في ألمانيا في القرن الثامن عشر وانتشر في الولايات المتحدة بحلول منتصف القرن التاسع عشر. ازدادت شعبية الدالي في الثقافة الأميركية من قبل المهاجرين الأوروبيين القادمين إلى الولايات المتحدة، وخصوصا اليهود الأشكناز، في أواخر القرن التاسع عشر.

## تسمية

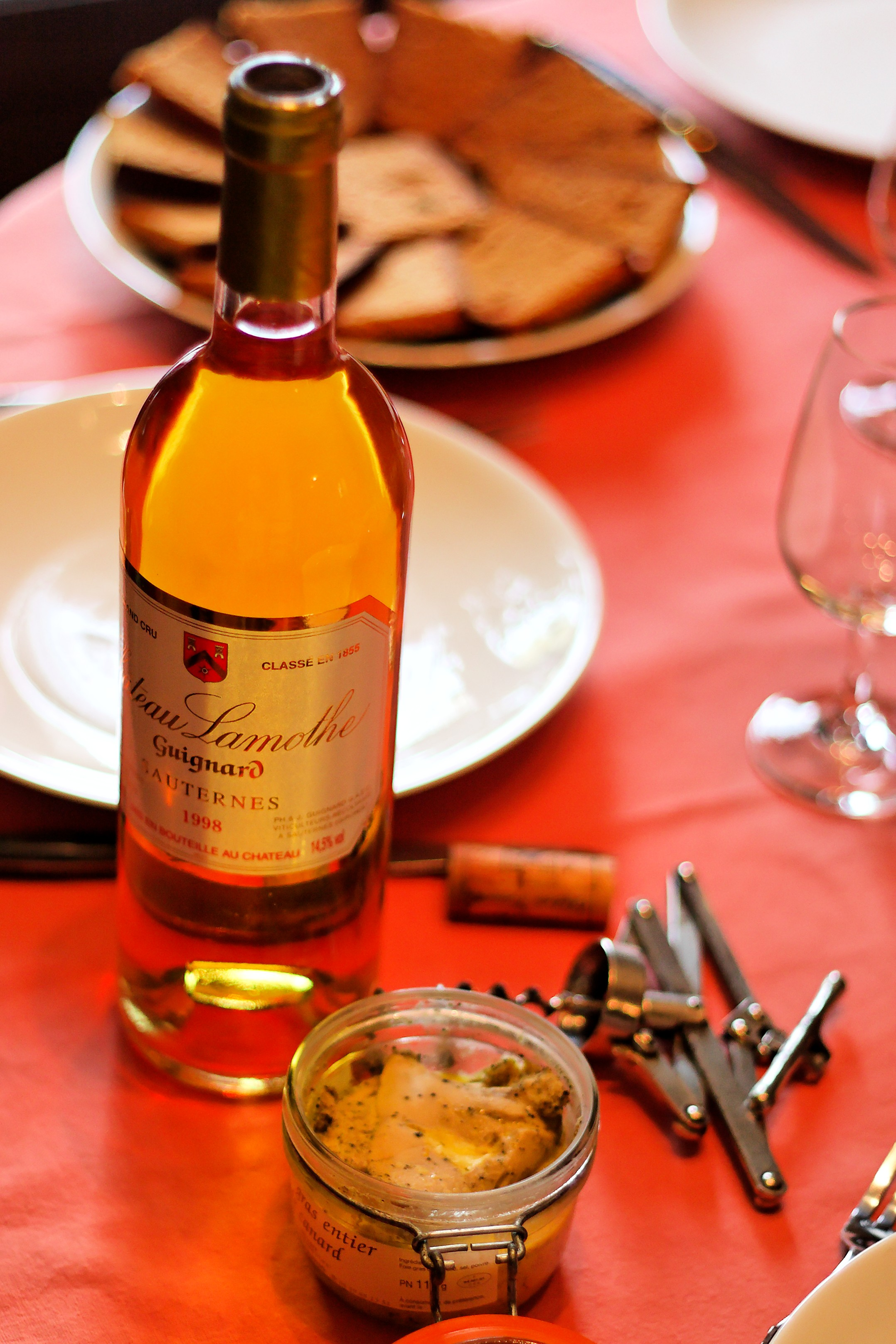
أطعمة فرنسية تباع في الجواهز: فواگغا (كبد الأوز المسمن) ونبيذ أبيض من فرنسا

كلمة داليكتاسن (delicatessen) تواجدت للمرة الأولى سنة 1889  وهي كلمة مستوردة من اللغة الألمانية[2][2] وهي جمع كلمة داليكتاس (delikatesse) وهي نفسها كلمة مستوردة من اللغة الفرنسية (délicatesse) ومعناها أشياء لذيذة. أصلها الصفة اللاتيني (delicatus) التي تعني «يعطي المتعة، مبهج، مرضٍ». الاختصار المتأمرك دالي (deli) جاء للمرة الأولى سنة 1954.

## تاريخ
ينسب إنشاء الدالي الأول إلى الشركة الغذائية الألمانية دالماير. في سنة 1700، أصبحت شركة داللماير المحل الأول الذي استورد الموز والمنجا والبرقوق إلى الشعب الألماني من أماكن بعيدة مثل جزر الكناري والصين. أكثر من 300 سنة بعد ذلك، ما زالت الشركة الأكبر من نوعها في أوروبا.
الجواهز الأولى في الولايات المتحدة تواجدت مدينة نيويورك في منتصف القرن التاسع عشر، وتاريخ الاستخدام الأول لمصطلح «دالكيتاسن» يعود إلى سنة 1885. هذه الجواهز خدمت مجتمع المهاجرين الألمان السكان هناك.
وكما ازداد عدد السكان الألمان اليهود في ينويورك خلال الفترة ما بين منتصف القرن التاسع عشر وأواخره، افتتحت جواهز كوشرة (الحلال حسب الأحكام اليهودية)؛ الأول افتتح سنة 1889. 
بحلول أواخر القرن العشرين أو أوائل القرن الحادي والعشرين في الولايات المتحدة، استخدم كل من الأسواق المركزية ومحلات البقالة الصغيرة ومتاجر الوجبات السريعة مصطلح دالي لوصف أقسام من مقارهم. وانحدار الدالي كمؤسسة مستقلة للبيع الجزئي لوحظ أكثر في مدينة نيويورك: من ذروته في سنة 1930 حين وجد تقريبا 1500 جواهز يهودي، بقى 15 في 2015.

### الولايات المتحدة

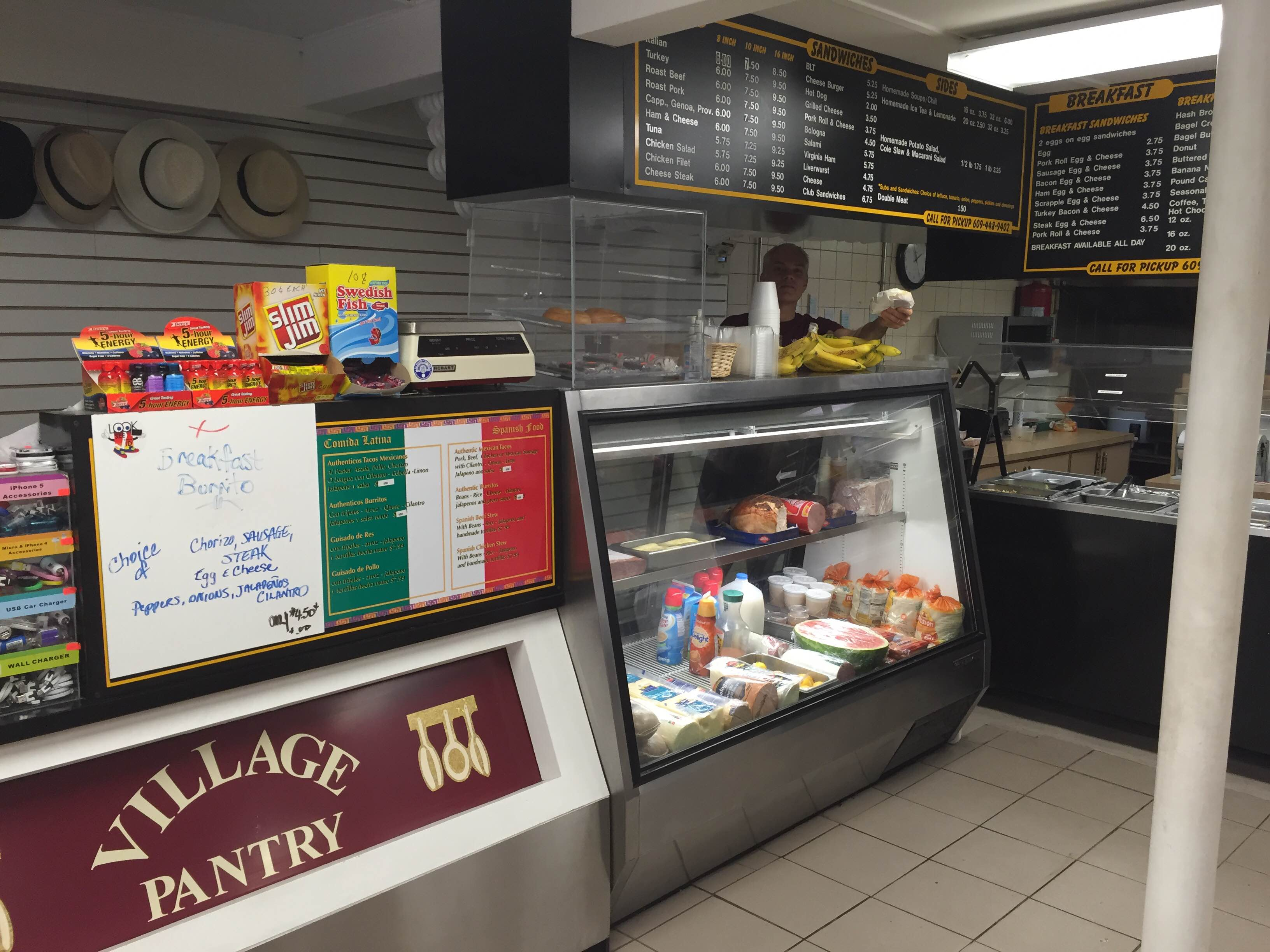
دالي اعتديادي في الولايات المتحدة

في الولايات المتحدة، الدالي عادة يمزج بين الأسواق المركزية والمطعم. الدالي يوفر قائمة أوسع وأكثر طراءة مما توفره مطاعم الوجبات السريعة، ونادرا ما يستعمل الدالي مقلاوة (إلا للدجاج) وكثيرا ما يحضر الشطائر حالا على حسب الطلب. قد يوفر كذلك أطعمة مسخنة من طاولة البخار، مثل الكافيتيريا. ويقدم الدالي اللحوم الباردة بالوزن ويحضر صحون للحفل. 